# Matt De Marchi
Matthew Patrick „Matt“ De Marchi (* 4. Mai 1981 in Bemidji, Minnesota) ist ein ehemaliger italo-amerikanischer Eishockeyspieler, der im Verlauf seiner Karriere zwischen 1997 und 2013 unter anderem über 230 Spiele für den HC Bozen, Asiago Hockey und Hockey Milano Rossoblu in der italienischen Serie A1 auf der Position des Verteidigers bestritten hat. Mit Asiago Hockey gewann De Marchi zweimal die italienische Meisterschaft. Darüber hinaus absolvierte er über 200 weitere Partien in der American Hockey League (AHL).

## Karriere
Matt De Marchi begann seine Karriere als Eishockeyspieler bei den North Iowa Huskies, für die er von 1997 bis 1999 in der Juniorenliga United States Hockey League (USHL) aktiv war. Anschließend besuchte er vier Jahre lang die University of Minnesota, für deren Eishockeymannschaft er parallel in der Western Collegiate Hockey Association (WCHA) spielte. Mit seiner Mannschaft gewann er in den Jahren 2002 und 2003 jeweils den NCAA-Meistertitel sowie 2003 zudem die Broadmoor Trophy, den Meistertitel der WCHA.
Von 2003 bis 2006 spielte der Verteidiger für die Albany River Rats in der American Hockey League (AHL), ehe er ein Jahr lang für deren Ligarivalen Iowa Stars auf dem Eis stand. Dazwischen lag ein kurzes Intermezzo beim russischen Verein HK Sibir Nowosibirsk. Die Saison 2007/08 begann De Marchi nach einem erneuten Wechsel ins europäische Ausland beim HC Bozen in der italienischen Serie A1 und beendete sie bei dessen Ligarivalen Asiago Hockey. Mit Asiago gewann er in den Spielzeiten 2009/10 und 2010/11 jeweils den italienischen Meistertitel. Die Saison 2011/12 verbrachte der Abwehrspieler beim VIK Västerås HK aus der zweiten schwedischen Spielklasse, der HockeyAllsvenskan. Es folgte die Rückkehr nach Italien, wo er beim Aufsteiger Hockey Milano Rossoblu unterschrieb. Nach der Spielzeit 2012/13 beendete der 32-Jährige seine aktive Karriere.

### International
Für Italien nahm De Marchi an den Weltmeisterschaften 2010 und 2012 sowie der Weltmeisterschaft der Division I 2011 teil. Zudem vertrat er die italienische Mannschaft beim Qualifikationsturnier für die Olympischen Winterspiele 2014 im russischen Sotschi.

## Erfolge und Auszeichnungen
| - 2002 NCAA-Division-I-Championship mit der University of Minnesota - 2003 Broadmoor-Trophy-Gewinn mit der University of Minnesota - 2003 NCAA-Division-I-Championship mit der University of Minnesota | - 2007 Supercoppa-Italiana-Gewinn mit dem HC Bozen - 2010 Italienischer Meister mit Asiago Hockey - 2011 Italienischer Meister mit Asiago Hockey |

### International
- 2011 Aufstieg in die Top-Division bei der Weltmeisterschaft der Division I

## Karrierestatistik

### International
Vertrat Italien bei:
- Weltmeisterschaft 2010
- Weltmeisterschaft der Division I 2011
- Weltmeisterschaft 2012
- Qualifikationsturnier für die Olympischen Winterspiele 2014

(Legende zur Spielerstatistik: Sp oder GP = absolvierte Spiele; T oder G = erzielte Tore; V oder A = erzielte Assists; Pkt oder Pts = erzielte Scorerpunkte; SM oder PIM = erhaltene Strafminuten; +/− = Plus/Minus-Bilanz; PP = erzielte Überzahltore; SH = erzielte Unterzahltore; GW = erzielte Siegtore; 1 Play-downs/Relegation; Kursiv: Statistik nicht vollständig)